# Mohammad Ali Jafari
O Major-general Mohammad Ali Jafari (em persa: محمد علی جعفری, nascido em 1 de setembro de 1957), também conhecido como Aziz Jafari e Ali Jafari) é um militar iraniano aposentado e ex-comandante-em-chefe do Corpo da Guarda Revolucionária Islâmica (IRGC), cargo que ocupou de 2007 a 2019. Foi nomeado pelo Líder Supremo do Irã, Ali Khamenei, em 1 de setembro de 2007, sucedendo ao major-general Yahya Rahim Safavi.
Segundo reportagem da Radio Free Europe e Radio Farda, publicada em 2 de setembro de 2007, Jafari era próximo à subfacção conservadora que incluía Mohsen Rezaee, secretário do Conselho de Discernimento da Conveniência e ex-comandante do IRGC, além de Mohammad Bagher Ghalibaf, ex-integrante do IRGC e prefeito de Teerã. A substituição de Safavi foi considerada uma estratégia para fortalecer os conservadores contra os radicais ligados ao presidente Mahmoud Ahmadinejad, com quem Safavi tinha laços próximos.
De acordo com a Radio Free Europe, Jafari era visto como tático, organizador e um militar "técnico". O diário oficial da UE informou que três membros da Guarda Revolucionária — Jafari, o general Qasem Soleimani e o vice-comandante de inteligência Hossein Taeb — foram sancionados por fornecer apoio a manifestantes sírios.

## Biografia
Jafari nasceu em Yazd e cursou o ensino fundamental e médio na cidade. Em 1977, ingressou na Universidade de Teerã, estudando engenharia civil. Como estudante, participou de protestos anti-xa em Teerã e foi preso. Representou seu departamento na Organização Islâmica da universidade.
No início da Guerra Irã–Iraque, Jafari atuou com a força paramilitar Basij. Em 1981, ingressou na Guarda Revolucionária e comandou campos de batalha no sul e oeste do país nos primeiros anos da guerra. Atuou na Operação Ashura, e comandou os quartéis de Qods e Najaf.
Após a guerra, concluiu seus estudos em engenharia civil em 1992. Nos anos seguintes, lecionou na Universidade Militar da Guarda Revolucionária. Foi nomeado diretor de um centro de pesquisa estratégica para desenvolver novas doutrinas militares contra ameaças na região. Lá, desenvolveu conceitos sobre guerra assimétrica.
Antes de assumir o comando geral, liderou o Quartel Thar-Allah em Teerã. Em 1999, foi um dos 24 comandantes do IRGC que assinaram uma carta advertindo o presidente Mohammad Khatami sobre suas políticas liberalizantes durante protestos em Teerã.
Jafari é cunhado de Mohammad Bagher Zolqadr, ex-vice-ministro do Interior.

## Conhecimento em guerra assimétrica e vínculos com o Iraque
Jafari é especialista em guerra assimétrica, usando o terreno iraniano em operações defensivas móveis, com base na experiência adquirida na Guerra Irã–Iraque. Em 3 de setembro de 2007, declarou que, dada a superioridade tecnológica do "inimigo", o IRGC adotaria táticas assimétricas semelhantes às do Hezbollah no conflito com Israel em 2006. A estratégia refletiria também os pontos fortes e fracos das forças dos EUA no Afeganistão e no Iraque.
Em 2 de setembro de 2007, a Radio Farda informou que Jafari possuía vasta experiência de combate e vínculos próximos com comandantes das extintas Brigadas Badr, vinculadas ao Conselho Supremo da Revolução Islâmica no Iraque (SCIRI).

## Posições políticas

### Fiscalização do hijab e campanhas de moralidade
Em 8 de março de 2024, Jafari defendeu a presença de agentes de fiscalização do hijab em todas as estações do metrô de Teerã, com apoio das autoridades municipais.

### Censura e repressão à mídia
Durante seu comando da organização de inteligência do IRGC, ocorreram repressões a jornalistas como Ehsan Mazandarani e Isa Saharkhiz. Em 2017, novos alvos incluíram usuários do Telegram e jornalistas como Hengameh Shahidi e Morad Saghafi. Em 2014, declarou: “Como vimos em 1999, o Líder se posicionou fortemente contra essas dúvidas, e ressaltou a necessidade do IRGC para continuidade do regime.”

### Repressão a ativistas civis e políticos
Sob seu comando, o IRGC prendeu estudantes, ativistas e advogados, como nas operações "Aranha" de 2015–2016, que visaram modelos e usuários do Instagram. Advogados como Qassem Sholeh Saadi e Arash Kaykhosravi foram detidos em 2018.

### Israel
Em 2015, Jafari declarou que "a Guarda Revolucionária lutará até o fim do regime sionista", e que o Irã "não descansaria até que essa fonte de mal fosse completamente eliminada da geopolítica regional".
Em novembro de 2012, anunciou que o Irã havia fornecido tecnologia de foguetes Fajr-5 ao Hamas.

## Sanções
Em 29 de setembro de 2010, o então presidente dos EUA, Barack Obama, impôs sanções a oito iranianos, incluindo Jafari, por violações de direitos humanos em 2009.